# Zelotes shaked
Zelotes shaked är en spindelart som beskrevs av Levy 1998. Zelotes shaked ingår i släktet Zelotes och familjen plattbuksspindlar.
Artens utbredningsområde är Israel. Inga underarter finns listade i Catalogue of Life.